# Thor Dresler
Thor Dresler (* 10. März 1979 in Herlev) ist ein dänischer Eishockeyspieler, der seit 2011 bei den Herlev Hornets in der AL-Bank Ligaen unter Vertrag steht.     

## Karriere
Thor Dresler begann seine Karriere als Eishockeyspieler in seiner Heimatstadt in der Nachwuchsabteilung der Herlev Hornets, für deren Seniorenmannschaft er von 1995 bis 1998 in der 1. Division, der zweiten dänischen Spielklasse, aktiv war. In der Saison 1998/99 gab er sein Debüt für die Profimannschaft von Hvidovre Ishockey in der AL-Bank Ligaen. Anschließend kehrte er nach Herlev zurück, das in der Zwischenzeit ebenfalls in die höchste dänische Spielklasse aufgestiegen war. In Herlev blieb er zwei Jahre lang bis 2001, ehe er jeweils eine Spielzeit beim Gislaveds SK und IF Troja-Ljungby in der HockeyAllsvenskan, der zweiten schwedischen Spielklasse, verbrachte. Von 2003 bis 2007 lief er erneut für die Herlev Hornets auf, wobei er die Saison 2005/06 beim schwedischen Zweitligisten IFK Arboga IK beendete. 
Die Saison 2007/08 verbrachte Dresler bei den Odense Bulldogs in der AL-Bank Ligaen. Anschließend spielte er zwei Jahre lang für den zu diesem Zeitpunkt amtierenden Meister Herning Blue Fox, bei dem er in seinem zweiten Jahr sogar Mannschaftskapitän war. In der Saison 2010/11 stand er für seinen Ex-Klub Hvidovre Ligahockey auf dem Eis, ehe er zur folgenden Spielzeit ein weiteres Mal zu den Herlev Hornets zurückkehrte. 

### International
Für Dänemark nahm Dresler im Juniorenbereich an den U18-Junioren-B-Europameisterschaften 1996 und 1997 sowie der U20-Junioren-C-Weltmeisterschaft 1997 und der U20-Junioren-B-Weltmeisterschaft 1999 teil. Im Seniorenbereich stand er im Aufgebot seines Landes bei der B-Weltmeisterschaft 2002 sowie den A-Weltmeisterschaften 2003, 2004, 2005, 2007, 2008, 2009, 2010 und 2011.

## Erfolge und Auszeichnungen
- 2002 Aufstieg in die Top-Division bei der Weltmeisterschaft der Division I
- 2016 Dänischer Meister mit Esbjerg Energy (als Co-Trainer)

## AL-Bank-Ligaen-Statistik
(Stand: Ende der Saison 2011/12)